# Kraichtal
Kraichtal település Németországban, azon belül Baden-Württembergben. Lakosainak száma 14 635 fő (2023. december 31.).

## Népesség
A település népessége az elmúlt években az alábbi módon változott:
| Lakosok száma | 10 907 | 11 585 | 12 816 | 12 702 | 12 617 | 14 112 | 14 728 | 14 914 | 14 413 | 14 635 |
|               | 1961   | 1967   | 1974   | 1980   | 1987   | 1993   | 2000   | 2006   | 2013   | 2023   |